# Dawn of Victory
Dawn of Victory je třetí album od italské kapely Rhapsody of Fire, v době vydání působící pod názvem Rhapsody.

## Seznam skladeb
1. „Lux Triumphans“ – 2:00
2. „Dawn of Victory“ – 4:47
3. „Triumph for My Magic Steel“ – 5:46
4. „The Village of Dwarves“ – 3:52
5. „Dargor, Shadowlord of the Black Mountain“ – 4:48
6. „The Bloody Rage of the Titans“ – 6:23
7. „Holy Thunderforce“ – 4:21
8. „Trolls in the Dark“ – 2:32
9. „The Last Winged Unicorn“ – 5:43
10. „The Mighty Ride of the Firelord“ – 9:15